# Mongolide
Mongolide oder Mongoliden ist eine nicht mehr gebräuchliche anthropologische Sammelbezeichnung für eine Reihe ost-, zentral- und südostasiatischer (bisweilen auch arktischer, amerikanischer, australischer und pazifischer) Bevölkerungen.

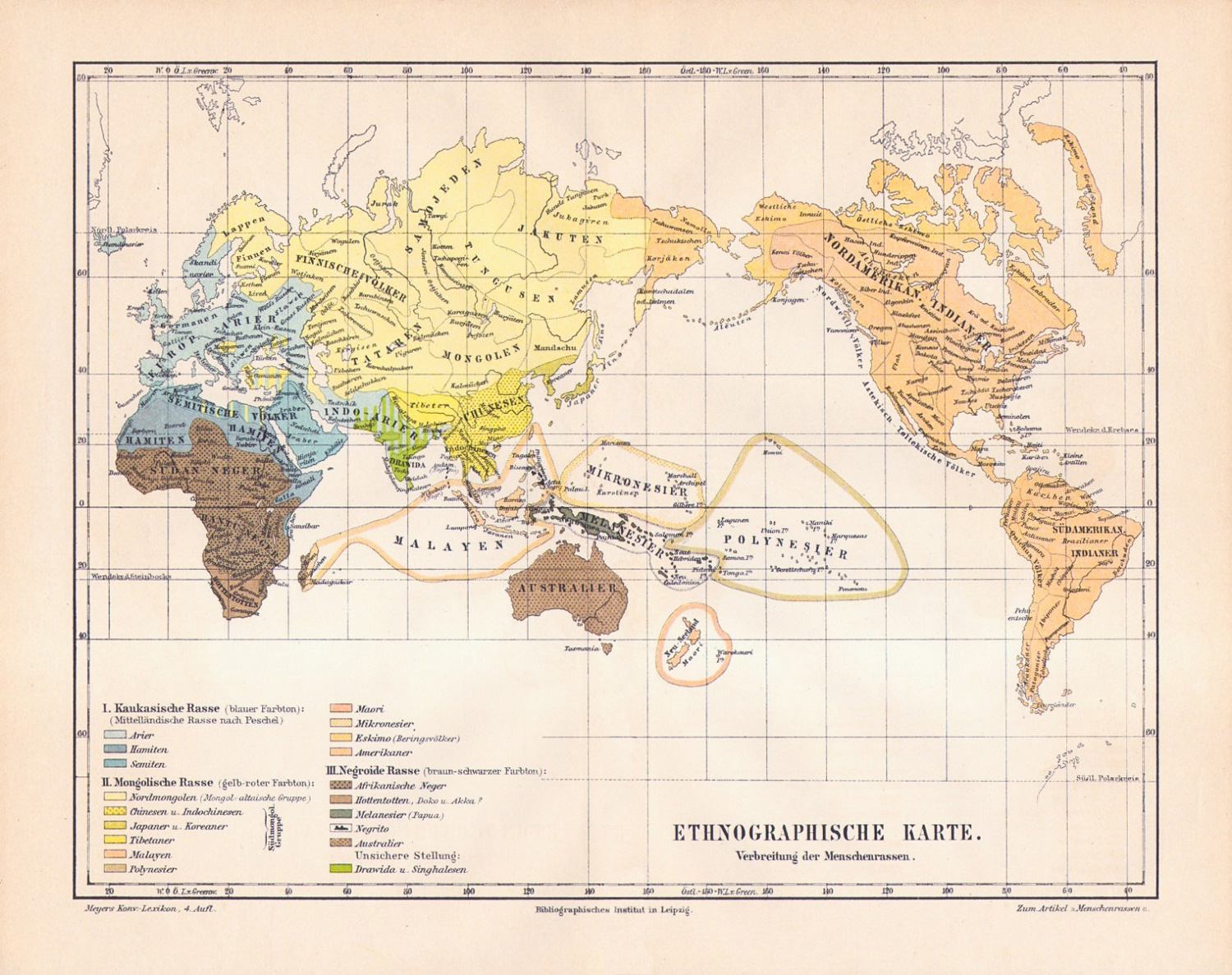
Verbreitung der vermeintlichen mongolischen Rasse (gelb) von Ostasien und Nordasien bis Westasien und Nordeuropa, Meyers Konversationslexikon (1885–1892)

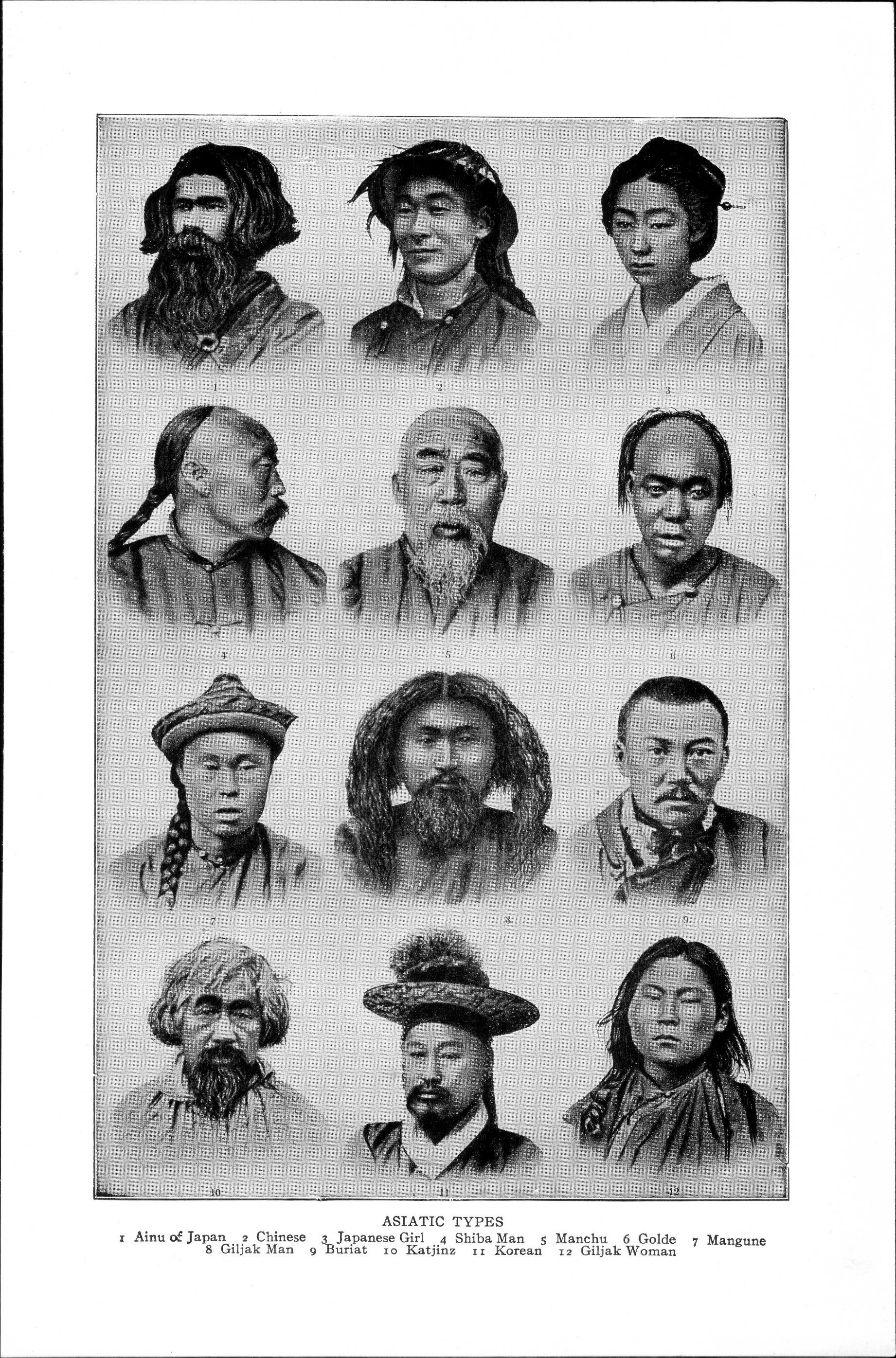
Verschiedene ostasiatische phänotypische Variationen, 1941.

Mongolide gehören nach veralteter Rassenkunde neben Europiden und Negriden zu den drei grundlegend unterschiedlichen Großrassen. Die Klassifizierung als sogenannte „Großrasse“ erfolgte mehr oder weniger willkürlich anhand (augenfälliger) gemeinsamer Merkmale, von denen man annahm, sie belegten einen gemeinsamen Ursprung oder eine genetische Verwandtschaft. Molekulargenetische Daten zeigen jedoch eine Inhomogenität der als Mongoliden zusammengefassten Gruppe und widersprechen einer Einteilung in „Großrassen“.
Die angeblich homogenen Eigenschaften der Mongoliden im Unterschied zu den anderen angenommenen „Menschenrassen“ gilt molekularbiologisch und bevölkerungsgenetisch als eindeutig widerlegt. Jedes Gen hat seinen eigenen geographischen Verbreitungsschwerpunkt. Um die Existenz einer Rasse zu belegen, müssten die Verbreitungsschwerpunkte einer Vielzahl von Genen einer bestimmten Population weitgehend deckungsgleich und unterscheidbar von anderen Populationen sein. Es gibt jedoch keine einheitlichen geographischen Überschneidungen für alle Ostasiaten (oder Chinesen, Sibirier, Indianer usw.). Die äußerlichen Unterschiede zwischen den sogenannten „Mongoliden“ und anderen „Rassen“ repräsentieren lediglich einen sehr kleinen Teil der Erbanlagen, die auf die Anpassung an unterschiedliche Klimate zurückgehen.

## Mongolische Rasse
Die mongolische Großrasse wurde bereits früh in verschiedene Rassen aufgegliedert, bei denen der mongolische Einfluss vom mongolischen Kernraum bis nach Südostasien abnimmt.
- Mongolide im engeren Sinne (Ostasiatische Völker)
- Kleinwüchsige Rassen in Asien (Negritos)
- Eskimide (Eskimos Nordamerikas)
- Indianide (Indianer Nord- und Südamerikas)

Eskimide und Indianide wurden allerdings nicht einheitlich den eigentlichen Mongoliden zugeordnet. Auch Melanesier, Negritos und insbesondere Australide (australische Völker) wurden uneinheitlich zugeordnet. Ursprünglich wurden sie zu den Negriden gerechnet, zum Teil als eigener „Rassenkreis“ behandelt und in späteren Theorien den Mongoliden zugeordnet.
Als typologische Merkmale der Mongoliden (im engeren Sinne) wurden ausgeprägte Wangenknochen, niedrige Nasenwurzel, schwarzes und glattes Haar, gelblich-dunkler Teint, spärliche Körperbehaarung und insbesondere die sogenannte Mongolenfalte angesehen. Als zusätzliches Kennzeichen galt auch der Mongolenfleck, ein bläuliches Muttermal meist am Rücken, Gesäß oder Kreuzbein eines Neugeborenen.

## Rassensystematische Untergliederung
Die Mongoliden wurden nach der Rassensystematik – die bis über die Mitte des 20. Jahrhunderts hinaus gebräuchlich war – in verschiedene „Kleinrassen“ untergliedert, deren Abgrenzung natürlich noch weitaus problematischer ist als die der drei „Großrassen“. Trotz der enormen Datenmengen über diverse körperliche Merkmale, die zur Rassenbestimmung zusammengetragen wurden, blieb die Beurteilung immer subjektiv, eurozentrisch und so dermaßen künstlich konstruiert, dass die Ergebnisse den vorher formulierten Erwartungen entsprachen.
Auch die folgenden Bezeichnungen solcher angeblicher „Kleinrassen“, die etwa der DDR-Anthropologe Herbert Bach in Anlehnung an seinen Lehrer – den nationalsozialistischen Rassentheoretiker Egon von Eickstedt – noch bis in die 1990er Jahre verwendete, sind heute weitestgehend aus der Literatur verschwunden:
- Tungide (Zentralasien)
- Sibiride (sibirische Tundra)
- Sinide (Lößgebiete Chinas)
- Paläomongolide (Süd-China, Hinterindien, Indonesien, Inselketten Ostasiens bis Nord-Japan)
- Ainuide (Hokkaido, Süd-Sachalin, Kurilen)
- Eskimide (Arktische Küsten und Inseln Nordamerikas und Tschukotkas)
- Silvide (kanadische Waldgebiete, Great Plains)
- Margide (Kalifornien, Florida, nördliches Mittelamerika)
- Pazifide (westkanadische Küste)
- Zentralide (Süden der USA, Mexiko, Norden Mittelamerikas)
- Brasilide (Amazonas-Regenwald)
- Lagide (ostbrasilianisches Bergland, Süd-Patagonien)
- Andide (Anden)
- Patagonide (auch: Pampide) (Gran Chaco, Pampa und Patagonien)
- Polyneside (Polynesien)